# 大事な気持
『大事な気持』（だいじなきもち）は、1991年1月25日に発売された大事MANブラザーズバンドのメジャー・デビュー・アルバム。

## 概要
メジャー・デビュー・シングル『MO-RIO』との同時発売。

## 収録曲
全作詞・作曲：立川俊之
1. お別れにCry On
  - 後に2枚目のシングル「何だっつんだSummer」のカップリング曲としてシングルカットされた。
2. 何だっつんだSummer
  - 後に2枚目のシングルとしてシングルカットされた。
3. 日本一のオッペケレディー
4. 一日たりとも恋は欠かさず
  - メジャー・デビュー・シングル「MO-RIO」のカップリング曲。
5. 明日は晴れるから
  - OVA「藤子・F・不二雄のSF短編シアター」第5巻のED曲。
6. GO-GOバレンシア
7. 泣きそうな空に
8. MO-RIO
  - メジャー・デビュー・シングル。同郷のアイドル歌手、森尾由美をモデルにした作品。後に森尾がレギュラー出演していた日本テレビ『天才・たけしの元気が出るテレビ!!』を卒業する際、卒業に対するメッセージのVTRに立川らが登場し、森尾が曲のモデルであるのを明かしながら「MO-RIO」を披露したが、それに対して森尾本人は「（曲の存在を）初めて知りました」という反応をみせていた。
9. 強引 Love Again
10. 今一番 大事な人
11. 出さずのLove Letter